# Alaria marginata
Espèce
Alaria marginata est une espèce d'algues brunes de la famille des Alariaceae, découverte par Alexandre Postels pendant son voyage autour du monde (1826-1829) au cours de l'expédition Lütke.

## Histoire du taxon
Cette espèce connaît quatre appellations synonymes, non valides : Alaria taeniata Kjellman, Alaria nana H.F.Schrader, Alaria curtipes Saunders et Alaria valida Kjellman et Setchell.